# Jean de Prangins
Jean de Prangins (* vor 1385; † vor dem 7. Mai 1446) war von 1433 bis 1440 Bischof von Lausanne und von 1440 bis 1444 Bischof von Aosta.

## Leben
Jean de Prangins ist erstmals 1385 als Chorkleriker in Lausanne belegt. Er ist der Sohn von Perrod, einem unehelichen Sohn von Jean de Prangins und der Béatrice de Mex. Nach dem Tod von Guillaume de Challant wählte ihn 1431 das Domkapitel zum Bischof von Lausanne. Diese Wahl wurde von Papst Eugen IV. nicht anerkannt, der Louis de La Palud zum Bischof ernannte. Trotz seiner Bestätigung durch das Konzil von Basel konnte sich La Palud nicht im Bistum gegen den von Savoyen unterstützten Jean de Prangins durchsetzen und wurde 1433 gegen seinen Willen nach Saint-Jean-de-Maurienne transferiert. Felix V. ernannte Jean 1440 als Nachfolger von Georg von Saluzzo, der ihm in Lausanne nachfolgte, zum Bischof von Aosta. 1444 verzichtete er auf das Bistum und wurde zum Titularerzbischof von Nicäa ernannt. Am 19. August 1445 verfasste er sein Testament, in dem er seinen Nachfolger in Aosta, Antoine Desprez, zum Erben einsetzte. Am 7. Mai 1446 wird er als verstorben bezeugt.